# Cardellina versicolor
Cardellina versicolor е вид птица от семейство Parulidae. Видът е световно застрашен, със статут Уязвим.

## Разпространение
Видът е разпространен в Гватемала и Мексико.